# Avanço da União das Cortes Islâmicas na Somália
O avanço da União das Cortes Islâmicas na Somália refere-se ao período da Guerra Civil Somali iniciado em maio de 2006, quando a União das Cortes Islâmicas / União dos Tribunais Islâmicos conquistou a capital, Mogadíscio, dominada até então pela Aliança pela Restauração da Paz e contra o Terrorismo (ARPCT), ao qual se seguiu uma maior expansão pelo país. Com o início da guerra etíope na Somália, iniciada em 21 de dezembro, a intervenção da Etiópia no conflito, apoiando as tropas do Governo Federal de Transição da Somália não pode mais ser negada pelo governo etíope. Enquanto o governo da Eritreia negou qualquer envolvimento, rumores indicavam que 2000 soldados eritreus estavam reforçando as forças da UCI.
Até setembro, o conflito se limitou a feudos insignificantes de senhores da guerra e piratas em uma batalha unilateral contra os tribunais islâmicos, muitas vezes com a população local apoiando os islamistas.
A captura de Kismayo pela União dos Tribunais Islâmicos os colocou em um conflito insolúvel com as recém-declaradas Jubaland e as forças da Aliança do Vale de Juba. Esta última, retirou-se diante de um exército opressor da União dos Tribunais Islâmicos na esperança de que, ao retornar com força total, a Aliança do Vale de Juba seria forte o suficiente para retomar Kismayo. Nas batalhas que se seguiram fora de Bu'aale e Kismayo, no entanto, a Aliança do Vale de Juba provou não ser páreo para a União dos Tribunais Islâmicos, que os derrotou facilmente. As forças da Aliança do Vale de Juba começaram a desmoronar em novembro, quando suas milícias começaram a desertar para a União dos Tribunais Islâmicos. Em 14 de novembro, subclãs inteiros dos Marehan começaram a desertar para a União dos Tribunais Islâmicos, estabelecendo tribunais em Bardhere e Afmadow.
Puntland entrou no conflito em 12 de novembro, atacando posições da União dos Tribunais Islâmicos ao sul de Galkacayo. Isso levou a reveses imediatos para Puntland, pois eles perderam várias peças importantes de equipamento militar. Puntland intensificou significativamente sua implantação na fronteira.
O governo interino da Somália resistiu aos avanços militantes das forças da União dos Tribunais Islâmicos ao norte, até a última cidade não ocupada de Baidoa. A luta se intensificou em confrontos diretos em 8 de dezembro, quando tropas da União dos Tribunais Islâmicos e da Etiópia apoiadas por forças do governo entraram em confronto em Dinsoor e perto de Galkayo.
Posteriormente ocorre a invasão de Hiran, sudoeste da Somália e Jubaland pela União dos Tribunais Islâmicos e a incursão de Burhakaba pelo Governo Federal de Transição, que atacou milícias tribais aliadas à União dos Tribunais Islâmicos.

## Origens
A ascensão dos tribunais islâmicos na Somália começou em meados da década de 1990 com a aliança de um grupo de juristas muçulmanos e empresários liderados por Hassan Dahir Aweys (ex-líder do AIAI) e Sharif Ahmed, com dois outros elementos poderosos: Yusuf Mohammed Siad Inda'ade, autodeclarado governador de Shabeellaha Hoose, e o grupo militante islamista al-Itihaad al-Islamiya liderado por Hassan Abdullah Hersi al-Turki, formando a União dos Tribunais Islâmicos.
Inicialmente, esses três elementos distintos mantiveram lideranças separadas. Em julho de 2006, a União dos Tribunais Islâmicos e a AIAI se fundiram para formar o Conselho Supremo dos Tribunais Islâmicos. No final de setembro, o voluntário Indha'adde anexou seu grupo a União dos Tribunais Islâmicos, que criou uma organização unificada maior.
Contra eles estavam o Governo Federal de Transição da Somália e a região separatista de Puntland, além de outros senhores da guerra e tribos individuais.
Embora a União dos Tribunais Islâmicos tenha sido um tanto belicosa em relação à Somalilândia, devido ao seu alegado maltrato a um respeitado líder religioso jihadista, e a Somalilândia tenha sido bastante hostil à União dos Tribunais Islâmicos, a quem chama de "falsos profetas", a Somalilândia não desempenhou nenhum papel direto no conflito. 
As tropas etíopes envolveriam-se no conflito somali a partir de 20 de julho de 2006.  A Etiópia afirmou que estava fornecendo assistência militar ao governo de transição. O etíopes temiam que o conflito somali se alastrasse para o seu território, uma vez que a fronteira da Etiópia é extremamente porosa e há uma variedade de grupos rebeldes que poderiam cooperar com a União dos Tribunais Islâmicos.

## Linha do tempo

### Segunda Batalha de Mogadíscio (maio - junho de 2006)

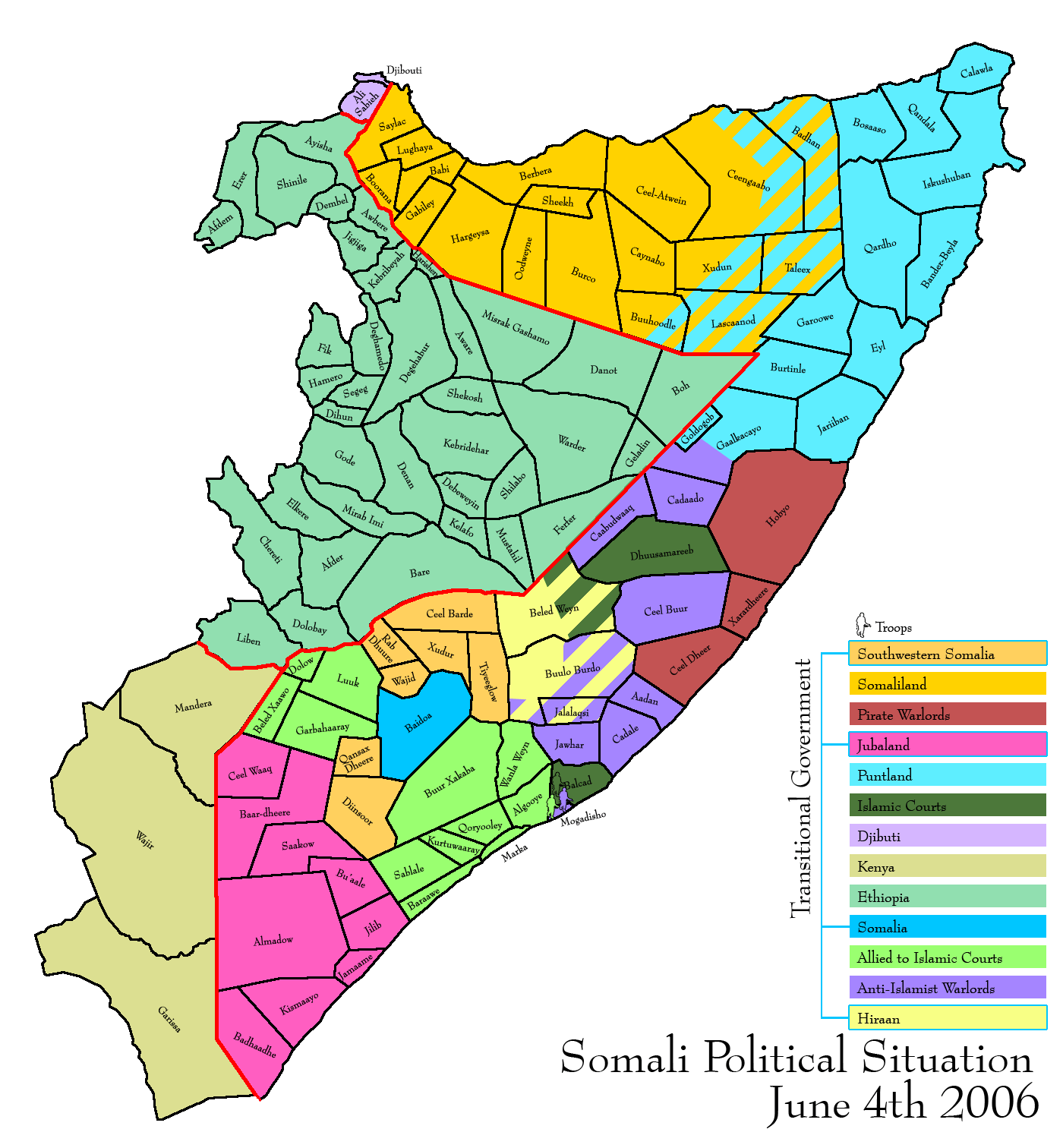
Mapa que descreve a situação política na Somália em 4 de junho de 2006

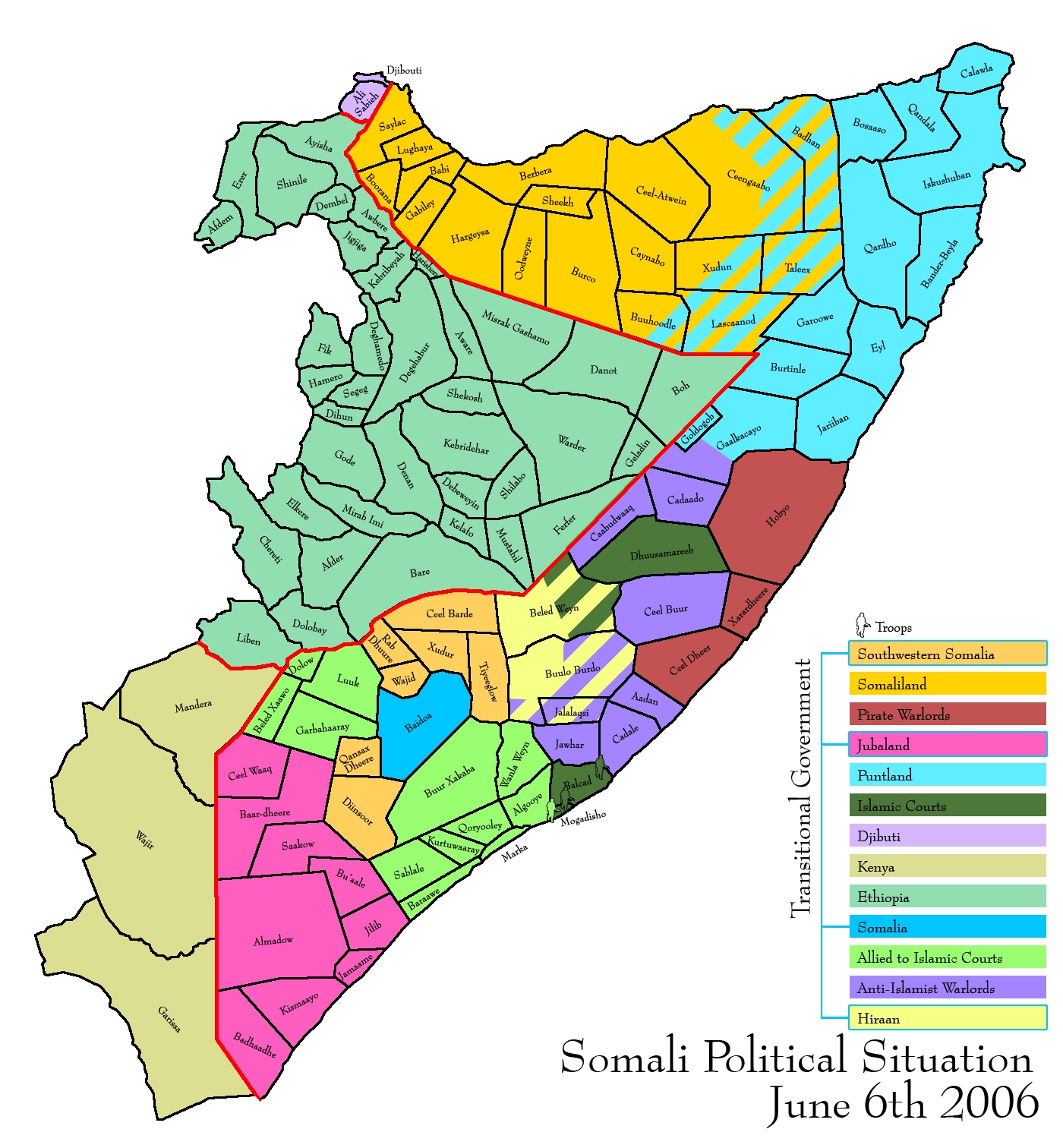
Mapa que descreve a situação política na Somália em 6 de junho de 2006

Os tribunais e uma aliança de senhores da guerra de Mogadíscio (formalmente reunidos sob o título de Aliança para a Restauração da Paz e Contra o Terrorismo em fevereiro de 2006) lutaram esporadicamente durante anos em pequenas batalhas territoriais nos distritos de Mogadíscio. Em março de 2006, isso havia escalado para uma guerra de rua decisiva. Tal situação levou à escalada de grandes hostilidades em maio, apelidada de Segunda Batalha de Mogadíscio.
O primeiro-ministro do governo de Baidoa, Ali Mohammed Ghedi, exigiu que os senhores da guerra parassem de lutar contra a União dos Tribunais Islâmicos, mas este comando foi universalmente ignorado e assim Gedi os demitiu do Parlamento. 
As batalhas em cada um dos distritos de Mogadíscio foram sangrentas e cruéis e causaram danos colaterais significativos, com centenas de mortos ou feridos no fogo cruzado. Com o passar dos meses, no entanto, as Cortes Islâmicas começaram a ganhar vantagem.
Em 4 de junho, a União dos Tribunais Islâmicos havia tomado Balcad  e capturado a base primária do ARPCT em Mogadíscio. 
Em 6 de junho, os senhores da guerra que se uniram para resistir aos tribunais ou recuaram para a Etiópia ou se renderam aos tribunais islâmicos, tornando a União dos Tribunais Islâmicos os novos senhores de Mogadíscio  e de seu importante porto. 
Os tribunais islâmicos impuseram lei e ordem rigorosas sobre as partes de Mogadíscio que controlavam durante as batalhas e, com sua vitória final, a ordem pública foi declarada como tendo retornado a Mogadíscio pela primeira vez em quinze anos. Essa façanha foi elogiada como uma conquista significativa, mas as preocupações e temores das intenções da União dos Tribunais Islâmicos começaram a aparecer tanto nacional como internacionalmente.

### Consolidação da União dos Tribunais Islâmicos, envolvimento etíope

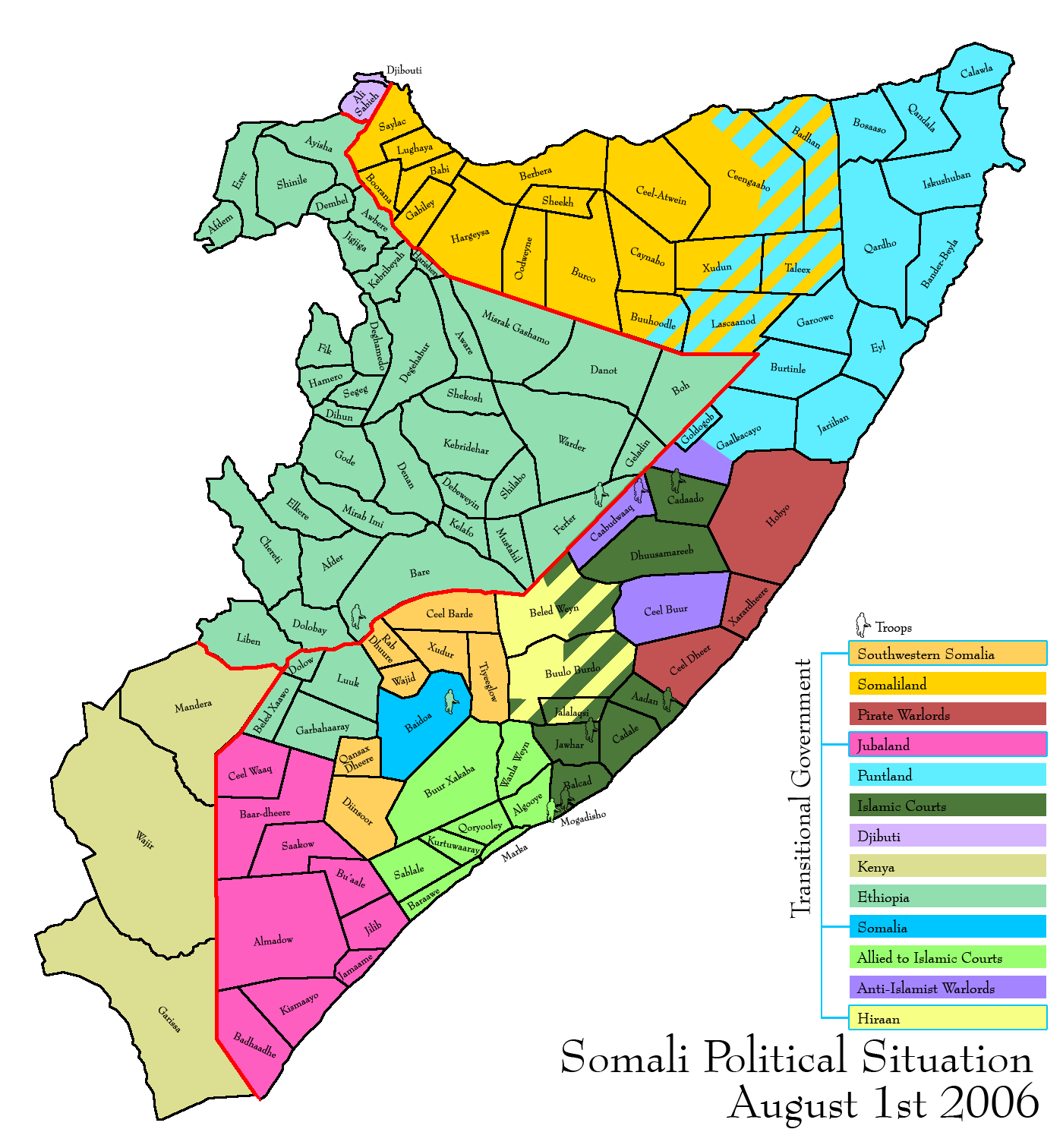
Mapa que descreve a situação política na Somália em 1 de agosto de 2006

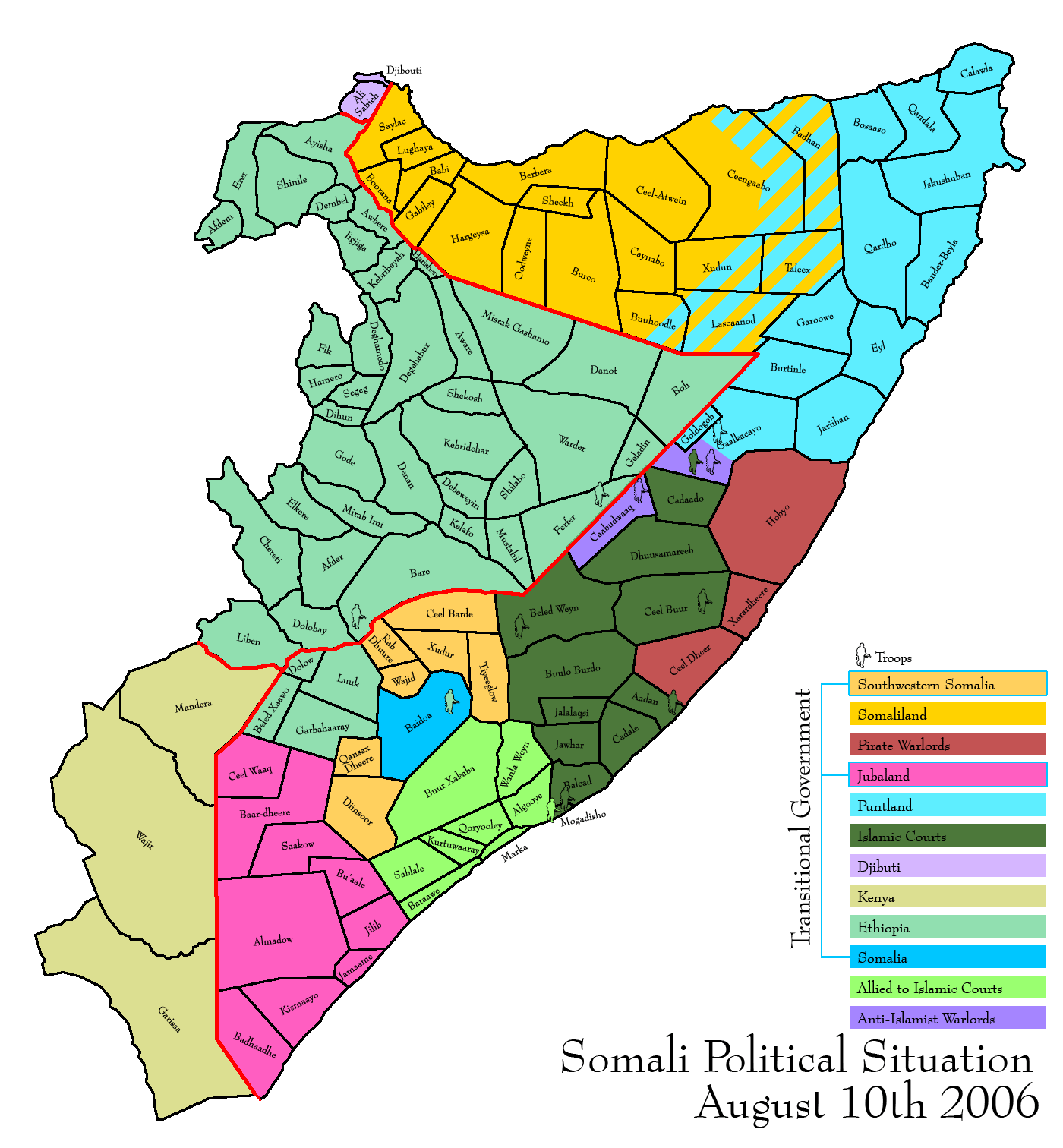
Mapa que descreve a situação política na Somália em 10 de agosto de 2006

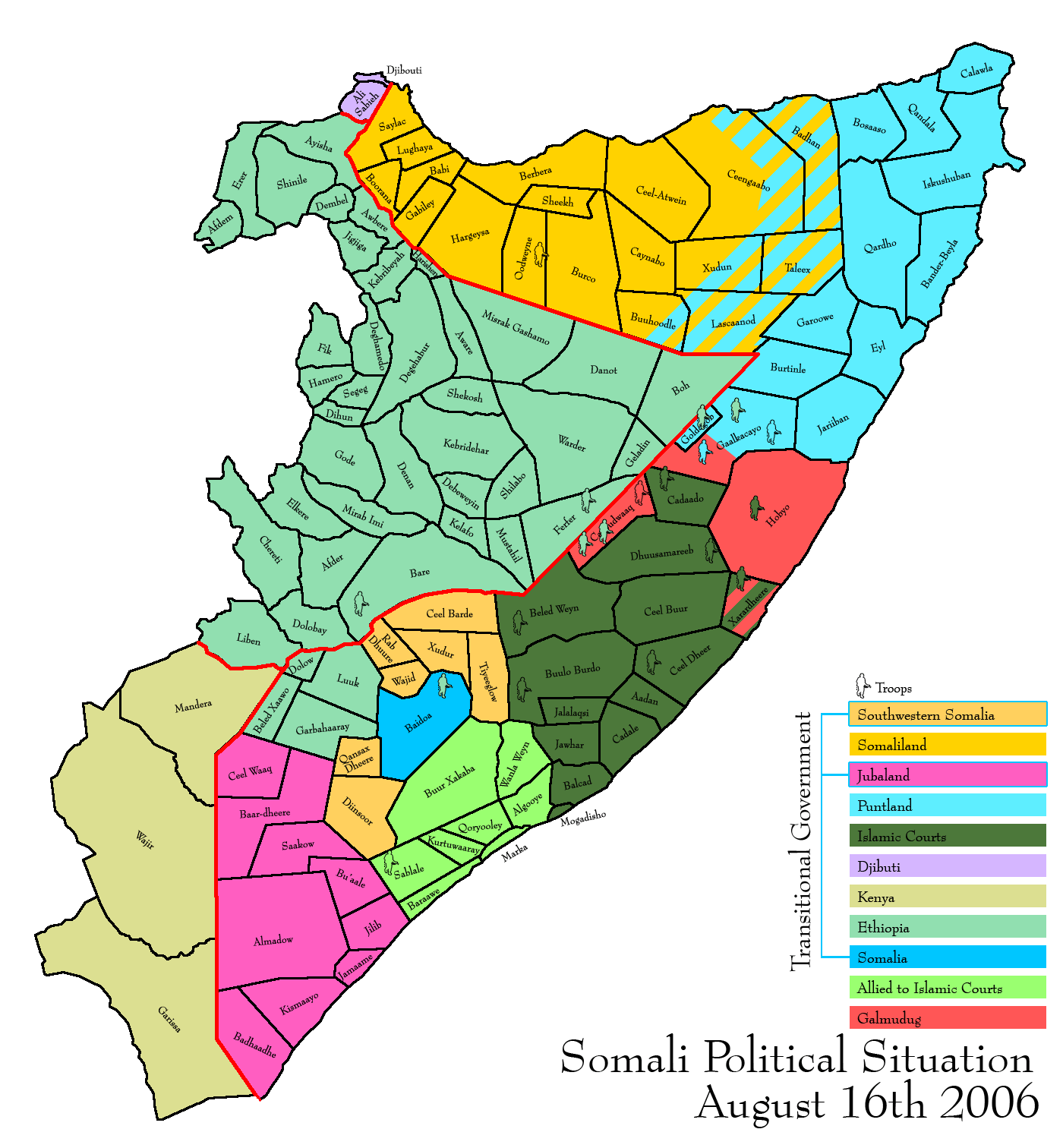
Mapa que descreve a situação política na Somália em 16 de agosto de 2006

As Cortes Islâmicas, tendo consolidado Mogadíscio inteiramente com a rendição do último senhor da guerra da cidade, moveram-se de Mogadíscio para o norte em uma rápida campanha para se conectar com tribunais aliados em outras cidades e expulsar os demais senhores da guerra regionais que se opuseram a eles em Mogadíscio ou apoiaram o ARPCT.
Jowhar era o mais importante reduto dos senhores da guerra fora de Mogadíscio, governado por Mohammed Dheere. Depois de garantir aliados na cidade, a União dos Tribunais Islâmicos avançou sobre Jowhar no início de junho, forçando Mohammed Dheere a fugir para o norte para a Etiópia em 14 de junho  e capturando a cidade.
O governo etíope tomou a decisão de apoiar esses senhores da guerra exilados a fim de se opor ao que em sua opinião é uma ameaça crítica representada pelos tribunais islâmicos à sua administração da região de Ogaden.  Isso era inevitável, considerando a tendência política da União dos Tribunais Islâmicos, mas foi estimulado principalmente pela sua expansão e pelo envio de tropas até a fronteira com a Etiópia. Em meados de junho, tropas etíopes foram enviadas para a fronteira, e a Etiópia começou a pressionar o Governo de Transição para permitir que destacassem tropas em Baidoa. A Etiópia começou a se referir abertamente à União dos Tribunais Islâmicos como "aliados da al-Qaeda" e "terroristas".
Em 22 de junho de 2006, a União dos Tribunais Islâmicos e o Governo Federal de Transição se reuniram em Cartum, Sudão, para trabalhar por um acordo de paz, no qual a União dos Tribunais Islâmicos reconheceu a "legalidade" do Governo Federal de Transição e o Governo Federal de Transição reconheceu a "realidade" da União dos Tribunais Islâmicos.
Em 1 de julho de 2006, uma mensagem postada na web supostamente escrita por Osama bin Laden instava os somalis a construir um estado islâmico no país e advertia os países ocidentais de que sua rede al-Qaeda lutaria contra eles caso interviessem. 
Em meados de julho, as forças etíopes concentraram-se na cidade de Baidoa, alertando a União dos Tribunais Islâmicos para não se mover na cidade.  As forças etíopes sob o comando do capitão Hassey Aliow cruzaram a fronteira da Somália com Hiraan inúmeras vezes em 2004 e 2005, e tinham vários aliados locais entre os clãs Baadi’ade e Ujejeen. 
A União dos Tribunais Islâmicos moveu-se para a região de Mudug no início de agosto, capturando Adado em 1 de agosto  após negociações com o clã local Sultan.
Isso atrai a União dos Tribunais Islâmicos para a esfera de influência de Puntland, já que Adado faz fronteira com a importante cidade de Galcayo, no sul. O conflito surge quase imediatamente após a fundação de um Tribunal Islâmico no sul de Galkayo (Puntland disputa a propriedade do sul de Galkayo com o clã Sacad local) e escala rapidamente até o dia 9 de agosto.
O clã Sacad esteve amplamente dividido entre os Sacad que apoiavam a União dos Tribunais Islâmicos (os Sacad têm seu próprio Tribunal Islâmico na capital) e aqueles que se opunham à União dos Tribunais Islâmicos (liderados por Mohamed Warsame Ali "Kiimiko" e Abdi Qeybdiid). Os Sacad anti-islamistas se unem e se preparam para formar seu próprio estado no Sul do Galcayo, a fim de resistir tanto a Puntland quanto à União dos Tribunais Islâmicos.
Os anciões locais do clã Sacad do Sul de Galkayo e das regiões de Mudug e Galgadud escolheram formar seu próprio estado regional, trazendo o território de Abdi Qeybdid para Galmudug (Galgadud e Mudug) no dia 14 de agosto, a fim de evitar a anexação a Puntland ou a União dos Tribunais Islâmicos.
A aliança com Mohammed Dheere, junto com o apoio do clã de Galjeel para derrubar o Hawadle trouxe a União dos Tribunais Islâmicos para Hiraan, conquistando Beletweyne e Buulo Barde em 13 de agosto.
A fim de cumprir sua promessa de restaurar a lei e a ordem na Somália, a União dos Tribunais Islâmicos começou a invadir os territórios costeiros dos senhores da guerra conhecidos por praticar a pirataria. Os piratas mais infames da Somália operavam em Harardhere e Hobyo e, portanto, essas cidades foram alvo da campanha antipirataria. Esses piratas pertenciam ao mesmo clã da liderança da União dos Tribunais Islâmicos, o Habar Gidir.
Harardere, o porto de pirataria mais famoso, foi capturado em 13 de agosto.
Hobyo negociou uma rendição com a União dos Tribunais Islâmicos em 16 de agosto, onde se juntaria a Galmudug. Os combates se acalmam no norte enquanto Galmudug forma um estado tampão entre a União dos Tribunais Islâmicos e Puntland, pondo fim à violência entre os dois.
O Governo de Transição em Baidoa aumenta sua pressão para que as forças de paz da União Africana sejam implantadas no país para evitar que os islamistas capturem mais território, e as principais nações anti-União dos Tribunais Islâmicos (Etiópia, Quênia, Uganda) reúnem tropas e fundos para implantar uma força em Kismayo.
Barre Hiraale teve o cuidado de evitar um confronto com a União dos Tribunais Islâmicos devido ao fato de seu principal oponente na liderança da Aliança do Vale de Juba, Mohamed Roble Jim'ale Gobale, ser pró-UTI. Mohamed Roble participou da batalha pelo controle de Mogadíscio e contou com o apoio da liderança da União dos Tribunais Islâmicos. Barre Hiraale era pró-governo e ocupou o cargo de Ministro da Defesa no Parlamento Federal de Transição. O receio de Hiraale era uma invasão dos islamistas em apoio a Mohamed Roble, o que levaria à divisão dentro de suas próprias fileiras devido à lealdade partidária do subclã dentro da Aliança do Vale de Juba. 
Barre Hiraale se manifestou contra a proposta de implantação de forças de paz e declarou publicamente que não permitiria que as forças de paz entrassem no país através de Kismayo, o ponto proposto de entrada e reabastecimento. Embora os somalis tivessem experiências ruins em geral com missões de paz, a União dos Tribunais Islâmicos considerava uma força de paz como casus belli para atacar o governo, do qual Barre Hiraale era membro. Logo depois que a missão de paz foi aprovada, a União dos Tribunais Islâmicos começou a mover suas forças para o sul, em direção a Jubaland. A tentativa de Barre Hiraale de encontrar uma "terceira via" parecia ter falhado.

### Invasão de Jubalândia, tomada de Kismayo

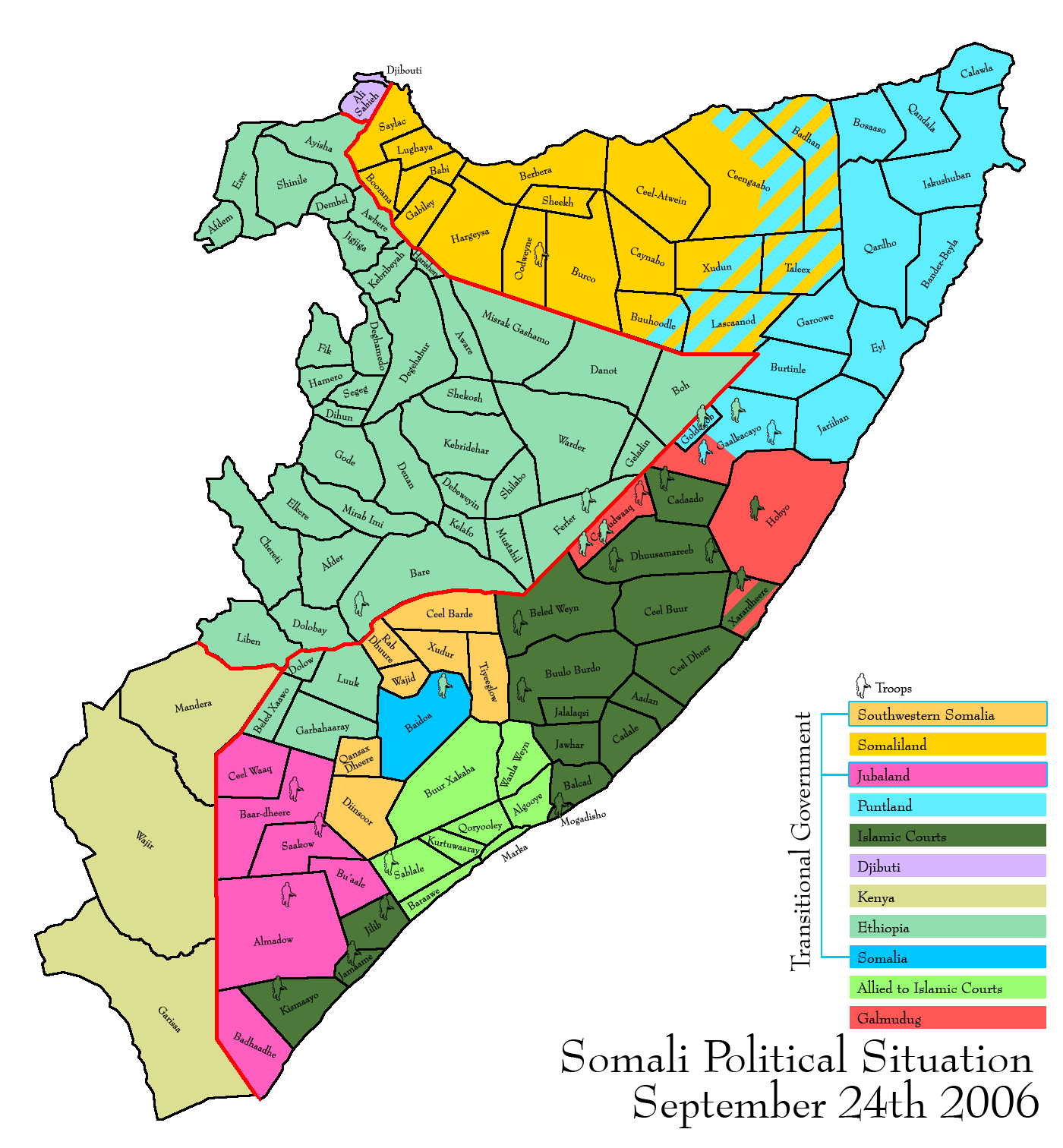
Mapa que descreve a situação política na Somália em 24 de setembro de 2006

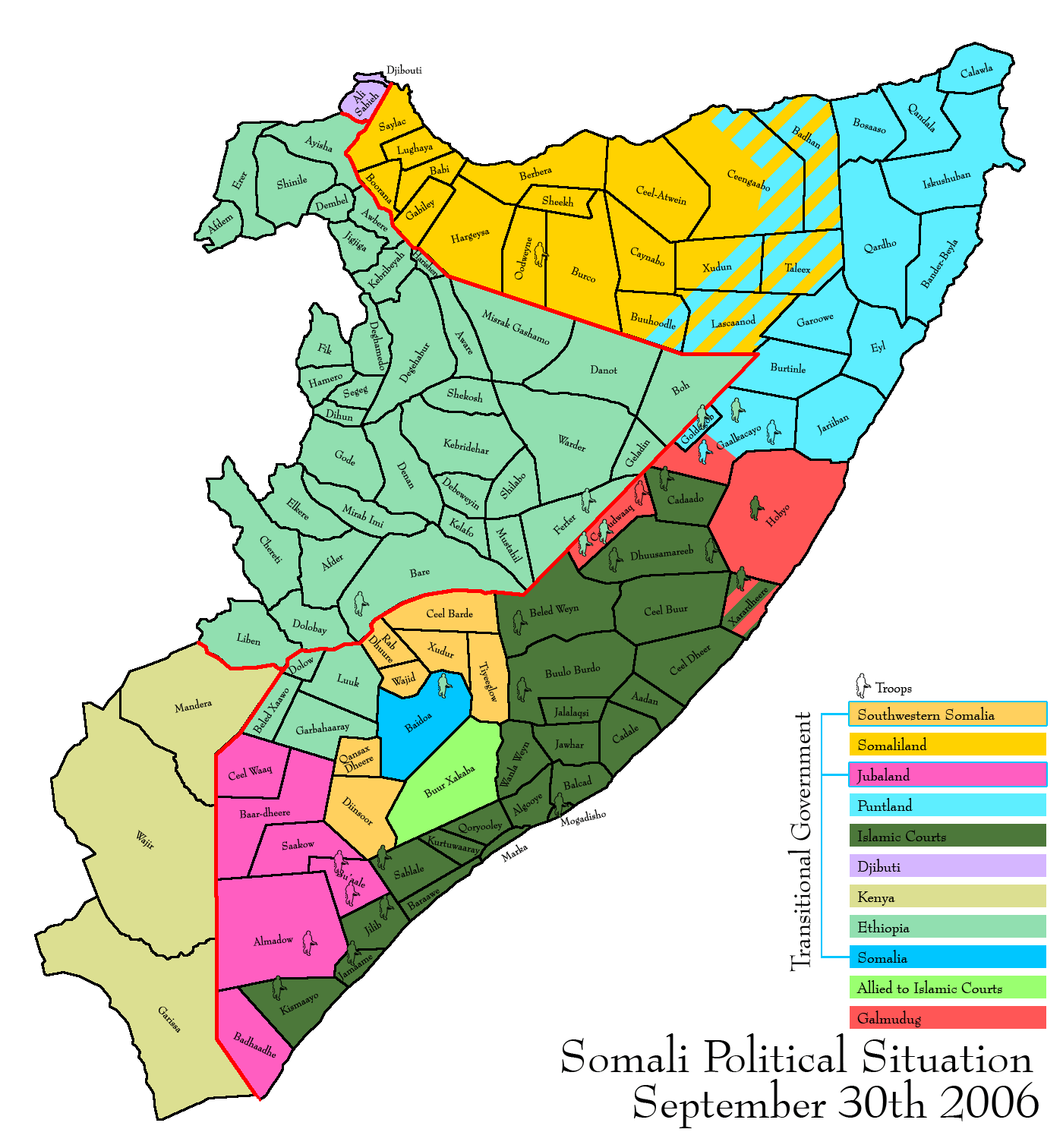
Mapa que descreve a situação política na Somália em 30 de setembro de 2006

Em 24 de setembro de 2006, para evitar o envio de milhares de tropas da UA no país, os tribunais invadiram Jubaland e tomaram Kismayo, depois que a Aliança do Vale de Juba de Barre Hirale se retirou da cidade em face da oposição esmagadora e do motim de várias facções do grupo à União dos Tribunais Islâmicos. 
As relações com o Governo de Transição entraram em colapso. A Etiópia desdobrou centenas de soldados em Baidoa, e esse número continuaria a aumentar para milhares. A captura de Kismayo azedou as relações com a Somalilândia e Puntland, já que Jubaland era reconhecida como uma entidade política em muitos círculos somalis, em oposição aos senhores da guerra que eram universalmente vistos como ilegítimos.
A Aliança do Vale de Juba prometeu retomar Kismayo e reagrupou suas forças em Bu'ale.
Posteriormente, em 29 de setembro, a União dos Tribunais Islâmicos declarou sua intenção de unificar e centralizar suas forças militares sob um único comando.
Em 30 de setembro de 2006, pequenas escaramuças no norte com tropas etíopes perto da fronteira agravam ainda mais a situação.
As forças da União dos Tribunais Islâmicos e da Aliança do Vale de Juba tentaram concordar com um cessar-fogo, mas os reforços etíopes encorajaram as forças da Aliança do Vale de Juba o suficiente para continuar a luta. Apesar disso, a Aliança do Vale de Juba perde o Afmadow para a União dos Tribunais Islâmicos no dia 5 de outubro.
Protestos anti-UTI em Kismayo resultaram em mortes e na imposição de um toque de recolher na cidade. Esses protestos foram provocados pela decisão das autoridades locais da União dos Tribunais Islâmicos de proibir o uso do khat em Kismayo.
Em 10 de outubro de 2006, a corte islâmica local reagiu a uma expedição transfronteiriça da Etiópia como um precursor de uma invasão etíope que a União dos Tribunais Islâmicos temia por meses e solicitou reforços de emergência de Mogadíscio e uma jihad contra a Etiópia.
As forças etíopes haviam se concentrado do outro lado da fronteira de Beledweyne desde meados de julho, e a tensão era palpável.
A União dos Tribunais Islâmicos captura Bu'alle e Badhadhe da Aliança do Vale de Juba em 15 de outubro, expulsando inteiramente o grupo de Jubbada Hoose. Barre Hirale tentou um impulso final para recapturar Kismayo e Bu'alle até meados de outubro, reunindo todas as suas forças para uma batalha final perto de Kismayo, onde suas forças foram derrotadas, juntamente com uma tentativa simultânea de capturar Bu'alle. Vários dos subclãs dos Marehan haviam aberto suas próprias negociações com a União dos Tribunais Islâmicos, e sua posição estava enfraquecendo.
A Aliança do Vale de Juba reagrupou suas forças restantes em Sakow, embora a própria aliança estivesse se desfazendo.

### Jihad declarada contra a Etiópia

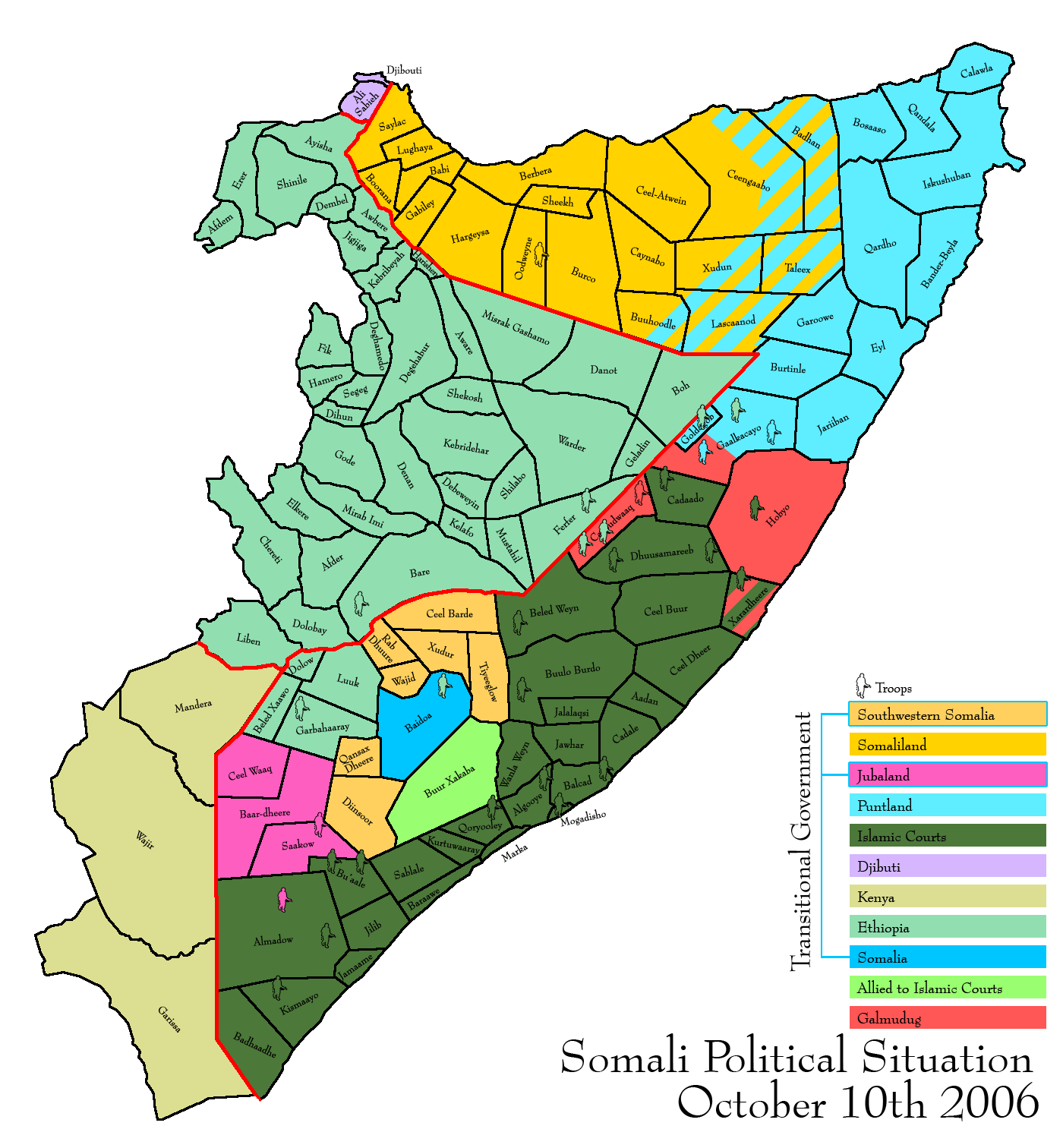
Mapa que descreve a situação política na Somália em 10 de outubro de 2006

Em 26 de outubro de 2006 a União dos Tribunais Islâmicos é vitoriosa em Sakow, capturando a cidade e expulsando a Aliança do Vale de Juba de Jubbada Dhexe também. Os remanescentes das forças da Aliança do Vale de Juba recuam para Bardhere em Gedo.
O Governo de Transição e as tropas etíopes tomam Burhakaba brevemente das milícias aliadas da União dos Tribunais Islâmicos, violando diretamente os acordos de Cartum. A liderança islamista considera a breve captura de Burhakaba como uma violação do acordo de paz assinado em Cartum.
O fato de os soldados do governo serem apoiados por soldados etíopes levou a liderança da União dos Tribunais Islâmicos a declarar uma jihad contra todos os soldados etíopes na Somália. O tribunal da sharia de Beledweyne já havia feito uma convocação para a jihad antes, mas isso a tornou oficial.
Um discurso transmitido pela televisão por Sharif Sheikh Ahmed, presidente do Conselho Supremo e o mais moderado e respeitado da liderança da a União dos Tribunais Islâmicos, vestindo uma roupa de estilo militar e segurando um AK-47, noticiou a jihad à Somália. Em um movimento muito mais discreto, Hassan Aweys, o presidente do Conselho Shura, deu um passo adiante e pediu a todos os etíopes, muçulmanos ou não, que se rebelassem e derrubassem o "regime opressor de Meles Zenawi". 

### Avanços em Galmudug, conflito posterior com Puntland

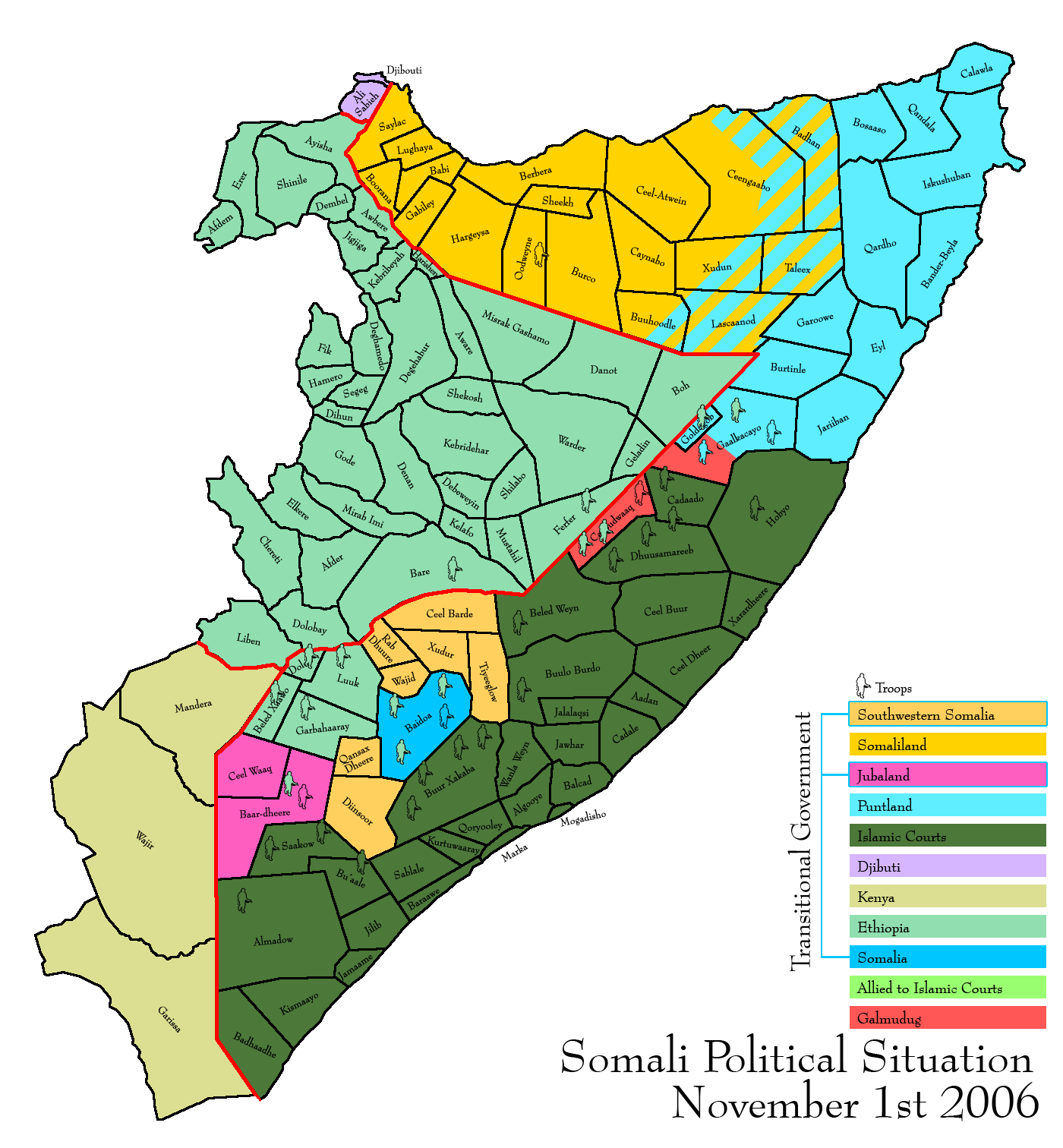
Mapa que descreve a situação política na Somália em 1 de novembro de 2006

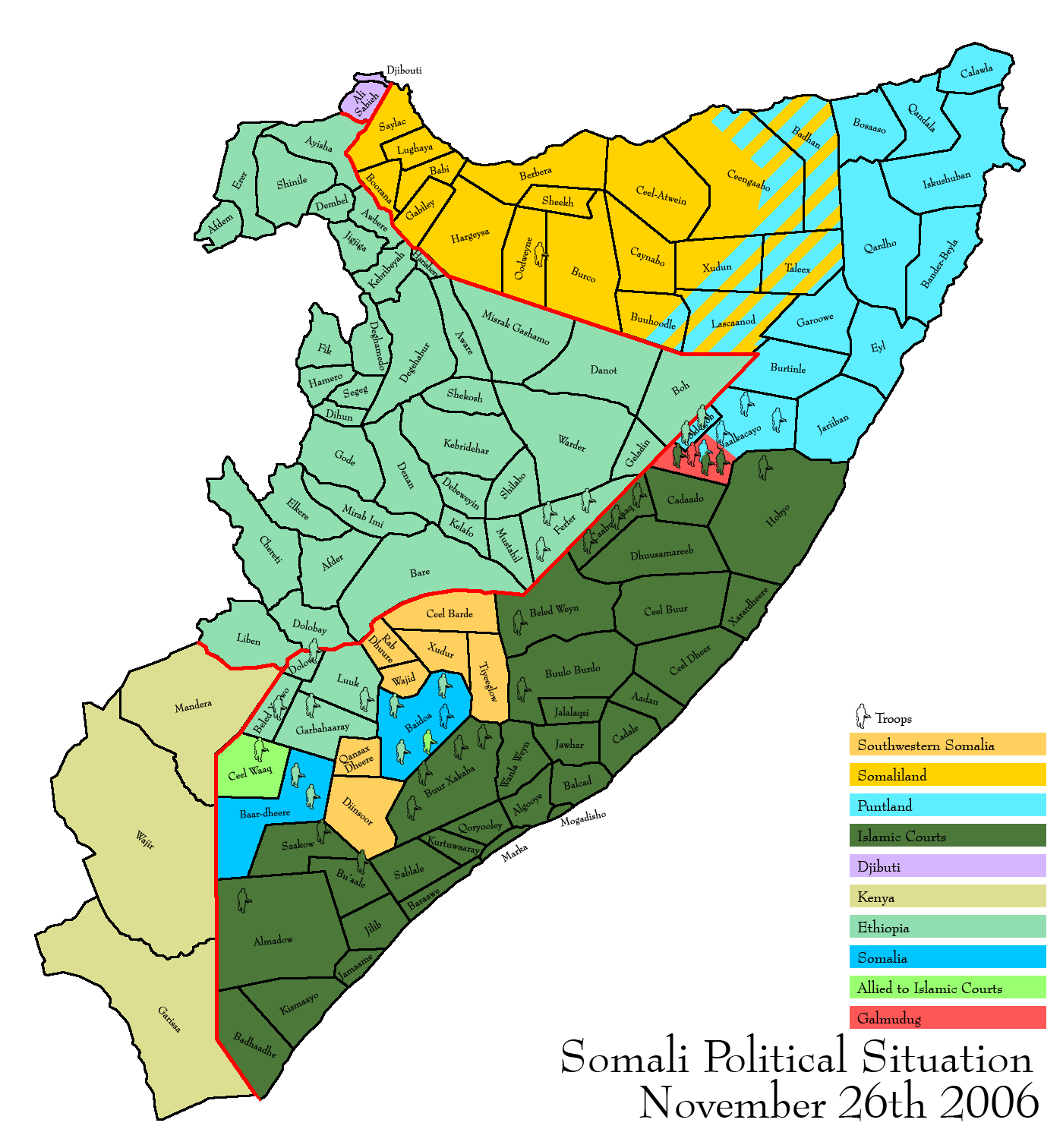
Mapa que descreve a situação política na Somália em 26 de novembro de 2006

Em 1 de novembro de 2006 as forças da União dos Tribunais Islâmicos assumem o controle de Hobyo, que é a capital do estado de Mudug do Sul, parte de Galmudug.
Os líderes religiosos na metade norte de Galkacyo (a metade controlada por Puntland) estabeleceram uma corte islâmica, que o governo de Puntland prometeu desmantelar ou destruir, criando uma situação tensa à medida que as forças da União dos Tribunais Islâmicos avançam para Galmudug do Sul, controlado por Galmudug, para proteger as novas cortes islâmicas. Abdi Qebdiid, um ex-membro da ARPCT e agora uma figura importante em Galmudug, prometeu derrotá-las.
Pesados combates estouraram na Somália central em 12 de novembro. A milícia islamista capturou a cidade de Bandiiradley (possuindo um aeroporto e uma importante base militar de Puntland protegendo Gaalkacyo) após alegar que foram atacados por milícias pró-governo apoiadas por tropas etíopes perto da fronteira da região semiautônoma de Puntland, uma das poucas áreas ainda fora de seu controle. 
Barre Hiraale retorna a Baidoa, quando várias filiais de seu clã Marehan estabeleceram tribunais islâmicos em Bardhere e Afmadow e declararam seu apoio aos tribunais islâmicos. Como o apoio aos islamistas ao norte de Bardhere era muito forte, e Bardhere foi anteriormente o último bastião do sentimento anti-islamista em Gedo, a região de Gedo estava prestes a cair nas mãos dos Tribunais Islâmicos. 
A escalada militar de Baidoa continuou a ser atormentada pela divisão, à medida que mais 30 soldados do governo junto com seus technicals desertaram para as Cortes Islâmicas.
A União dos Tribunais Islâmicos promulga a lei de proibição do khat em todos os territórios que controla em 17 de novembro de 2006, devido às preocupações de muitos líderes da grupo quanto aos efeitos sociais do uso do khat e em resposta aos violentos protestos de vendedores de khat em Mogadíscio que resultaram na morte de um menino de treze anos.
O presidente de Puntland, Adde Musa, assinou um acordo com o Tribunal Islâmico de Galkayo a fim de conter a onda de violência que a cidade sofreu por mais de uma semana.  Os detalhes deste acordo incluem o estabelecimento da sharia como o código legal e a realização de uma "grande conferência" em Garowe para discutir o futuro de Puntland.
Munidos com mais de trinta "technicals", homens armados aliados aos tribunais islâmicos teriam assumido o controle total sobre a cidade de Abudwaq, na região oeste de Galgadud, na fronteira com a Etiópia.  Abudwaq era a base de poder de Abdi Qebdiid, limitando Galmudug apenas ao sul de Galcayo.
As forças etíopes que estavam baseadas na divisão administrativa da qual Abudwaq é a sede, teriam recuado através da fronteira e concentrado suas forças para um possível contra-ataque. As forças da União dos Tribunais Islâmicos ao longo da fronteira com a Etiópia também estavam se agrupando. 
A situação em Baidoa tornou-se cada vez mais tensa à medida que um ataque suicida com um carro-bomba matou pelo menos oito pessoas, envolvendo pelo menos dois carros repletos de explosivos. O Governo de Transição e a Etiópia responsabilizaram imediatamente a União dos Tribunais Islâmicos pelo ataque, embora ninguém tenha assumido a responsabilidade. O ataque ocorreu em um posto de controle rodoviário e o agressor era aparentemente uma mulher com véu.
O Ogaden Online relatou que o próprio governo etíope planejou o ataque,  citando uma investigação feita por seus repórteres, que relataram a conspiração pela primeira vez em novembro.
As coisas pioraram ainda mais quando um comboio etíope foi emboscado por forças pró-islamistas perto de Baidoa, um dia depois que as forças etíopes dispararam mísseis contra Bandiradley.
Outro carro-bomba explodiu em Bakin, nas proximidades de Baidoa, em 30 de novembro. O micro-ônibus servia para transportar pessoas entre Mogadíscio e Baidoa.

### Avanço em Baidoa

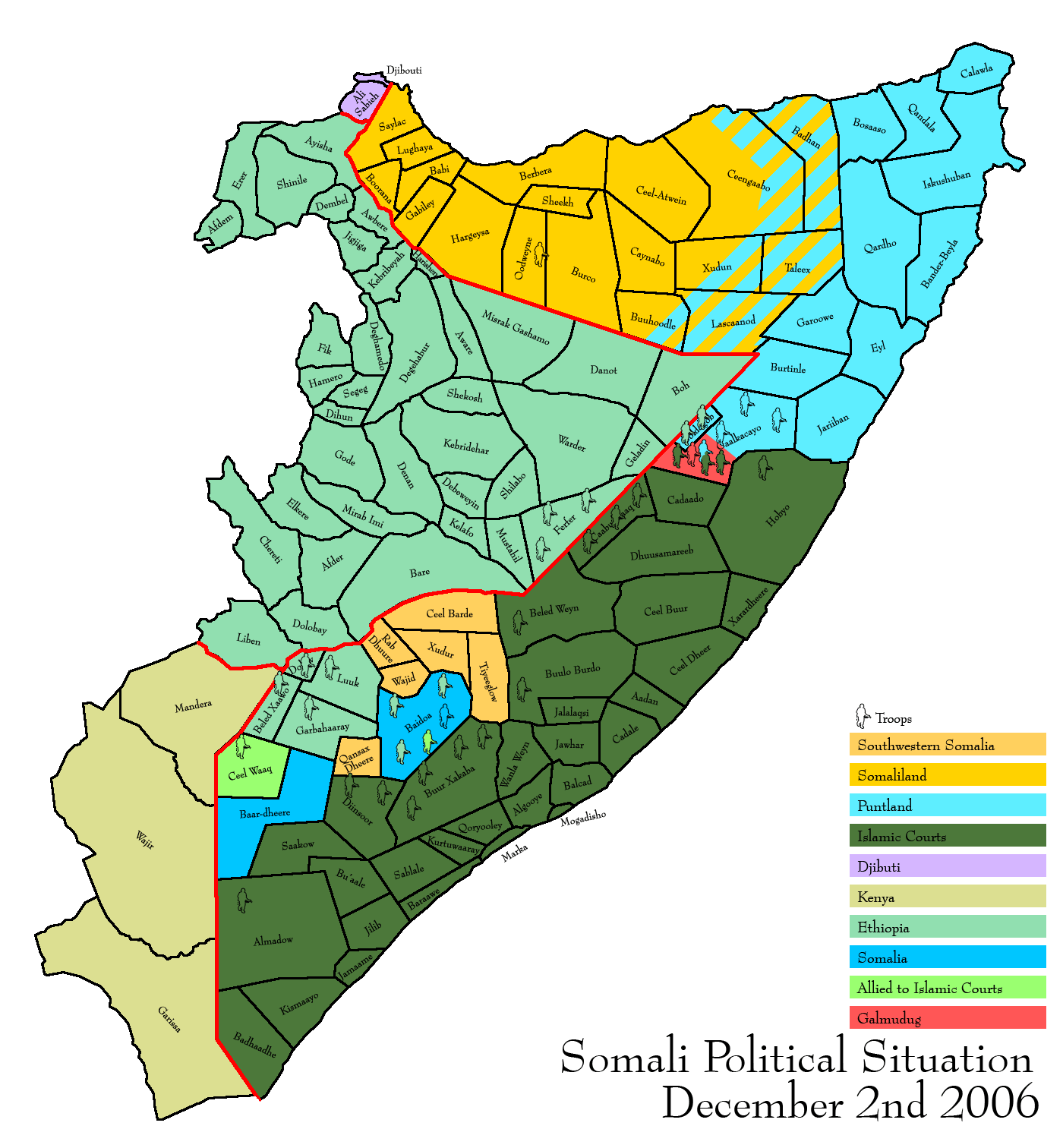
Mapa que descreve a situação política na Somália em 2 de dezembro de 2006

Em 2 de dezembro de 2006 350 soldados dos clãs Digil e Mirifle desertaram da União dos Tribunais Islâmicos para o governo. Dinsoor, um distrito essencialmente de Digil e Mirifle sob a administração do Sudoeste da Somália, deserta para os islamistas. Os Digil e Mirifle são um clã importante na Somália, com grandes populações nas regiões de Bay e Bakool, e a mudança no apoio enfraqueceu consideravelmente a posição do governo.
Os clãs Digil e Mirifle constituem o grupo de clãs Rahanweyn mais amplo e o líder do Exército de Resistência Rahanweyn, Aden Saran-Sor, era acusado de se opor ao governo desde 31 de outubro. 
Em 3 de dezembro, 60 militares islamistas juntamente com seus technicals se renderam às forças do governo em Baidoa, insatisfeitos com as políticas extremistas da União dos Tribunais Islâmicos. 
Em 6 de dezembro, o Conselho de Segurança das Nações Unidas aprovou um destacamento de forças de paz da IGAD isentas do embargo de armas da ONU para proteger Baidoa, tomando partido efetivamente no conflito. Etiópia, Quênia e Djibouti foram impedidos de participar da operação de manutenção da paz, ficando a cargo de Uganda, Tanzânia e Eritreia. A resolução tinha como objetivo principal encorajar os ugandenses a enviar tropas para proteger Baidoa, que era uma questão altamente controversa em Uganda devido ao embargo de armas da ONU e às ameaças da União dos Tribunais Islâmicos de lutar contra quaisquer forças de paz na Somália. 
Em 7 de dezembro de 2006, a Missão Permanente da Eritreia na ONU negou oficialmente que sua nação tivesse qualquer tropa na Somália. 
Em 8 de dezembro, a União dos Tribunais Islâmicos relatou combates pesados com as forças do governo, apoiados por tropas etíopes na cidade de Dinsoor, no que muitos receavam que pudesse desencadear uma invasão da cidade fortemente fortificada de Baidoa pelas forças concentradas da União dos Tribunais Islâmicos estacionadas em Burhakaba. Os residentes em Baidoa começaram a fugir da cidade, com medo de que o conflito se alastrasse para Baidoa.
Os combates continuaram no dia seguinte, com ferozes duelos de artilharia relatados em uma linha de frente localizada aproximadamente no vilarejo de Rama'addey.
No dia 11, os combates perto de Dinsoor haviam se estabelecido em uma linha de frente estável no vilarejo de Safarnooles. 
A União dos Tribunais Islâmicos começou a avançar em direção a Tyeeglow em 11 de dezembro de 2006, dando continuidade ao cerco de Baidoa. De Tyeeglow, os islamistas tem a capacidade de atacar as rotas de abastecimento do norte para Baidoa com virtual impunidade.
A estratégia da União dos Tribunais Islâmicos ficou clara após as batalhas perto de Dinsoor, que demonstraram claramente ter poder de fogo suficiente para forçar seu caminho até Baidoa, se assim desejasse. Em vez disso, a União dos Tribunais Islâmicos optou por cortar todo o apoio à cidade e forçá-la a se render, ao mesmo tempo que assume o controle do resto de Bay e Bakool.
Em 13 de dezembro de 2006 o primeiro-ministro da Somália anunciou que as forças da União dos Tribunais Islâmicos estavam se posicionando para um ataque ao último reduto do governo de Baidoa, "o que agora pode ser uma guerra inevitável". O assentamento de Ufurow, a 90 km da capital do governo interino, Baidoa, capitulou sem lutar. As tropas da União dos Tribunais Islâmicos estariam a 20 km de Baidoa, perto de Buurhakaba. As tropas do governo mantiveram uma linha de frente em Daynuunay, e as tropas islamistas foram descritas como estando a 2 km de suas posições e avançando. Rumores sugeriam que também estariam se movendo para capturar a área não alinhada de Tiyoglow. 
Um relatório da Reuters citou que a União dos Tribunais Islâmicos afirmava que 30.000 soldados etíopes estavam envolvidos na Somália, enquanto 4.000 combatentes estrangeiros estavam envolvidos no lado da União dos Tribunais Islâmicos. A Etiópia negou ter outras tropas além de "conselheiros militares" presentes.
Enquanto isso, o enviado especial italiano à Etiópia, Mario Raffaelli, se reuniu com a União dos Tribunais Islâmicos em Mogadíscio para tentar uma pacificação, mas foi recebido com ceticismo. O porta-voz do parlamento da Somália, Sharif Hassan Sheik Aden, e o presidente da União dos Tribunais Islâmicos, Sheik Sharif Sheik Ahmed, se reuniram sucessivamente com o presidente iemenita Ali Abdullah Saleh. Os esforços da Liga Árabe para negociações de paz em Cartum, Sudão, foram adiados, irritando os islamistas.
Em Garowe, Puntland, no mesmo dia, a polícia abriu fogo contra as forças de segurança que cercavam o presidente de Puntland, Mohamud Adde Muse, protestando contra a falta de pagamento. Também foi relatado que os soldados roubaram um banco por negligência do governo.
Em 14 de dezembro de 2006 a União dos Tribunais Islâmicos entrou em Salagle, uma das poucas cidades na região de Juba fora de seu controle. Dois soldados leais ao Ministro da Defesa do Governo Federal de Transição, Coronel Barre Hirale, foram emboscados e mortos entre Baardhere e Dinsoor. 
Em 15 de dezembro de 2006 dezenas de ex-combatentes do Governo Federal de Transição chegaram a Mogadíscio pilotando seis technicals, três caminhões armados com canhões antiaéreos e três picapes portando metralhadoras. Os combatentes citaram que seu desejo de desertar se devia ao fato de Baidoa estar sob controle da Etiópia. Eles desertaram 40 dias antes (provavelmente por volta de 5 de novembro) e finalmente chegaram à capital depois de se moverem lentamente pela selva. A União dos Tribunais Islâmicos afirmou que mais de 600 soldados desertaram desde fevereiro de 2006. Os soldados desertores foram desarmados e receberam ordem de passar por um novo treinamento. Em Washington, a Secretária de Estado Adjunta, Jendayi Frazer, disse que os Estados Unidos não tinham planos de enviar tropas à Somália e instou as nações africanas a cumprirem os compromissos da resolução da ONU para as forças de paz.
Em 16 de dezembro de 2006 o Presidente do Parlamento Sharif Hassan Sheik Aden para o Governo de Transição da Somália contornou a autoridade do governo e assinou um acordo com a União dos Tribunais Islâmicos para uma iniciativa de paz. O Governo de Transição declarou que o acordo era inválido, no entanto. 
Em 17 de dezembro de 2006 os tribunais islâmicos reivindicaram que 200 soldados do campo de Manas na região de Al-Bayan desertaram para o seu lado. Salad Ali Jelle, vice-ministro da defesa do Governo de Transição, negou esta afirmação e declarou ainda que o Governo Federal de Transição tinha 6.000 soldados sob seu comando prontos para defender seu território. Também no dia 17, o general Mohamed Muse Hersi, mais conhecido como "Adde Muse", presidente da província autônoma da Somália de Puntland, voou para Baidoa para se encontrar com o Governo de Transição.
Em 19 de dezembro de 2006 a União dos Tribunais Islâmicos declarou que não iria atacar após o lapso do prazo de uma semana para a retirada da Etiópia. Ambos os lados pareciam ter recuado de um confronto militar naquele momento. Mais cinquenta soldados do governo teriam desertado na província de Gedo e agora estavam com a União dos Tribunais Islâmicos em Bur Dhubo. O premiê do Governo Federal de Transição, Ali Mohammed Gedi, aumentou para 5000 a reivindicação de combatentes estrangeiros presentes na Somália.  O comandante da União dos Tribunais Islâmicos Sheikh Ahmed Hassan Abuu Rayan afirmou que estava posicionando um número não especificado de mais tropas da milícia ao longo da fronteira com a Etiópia na cidade de Far Libah, região de Hiran. As forças islamistas também estariam se aproximando de Bardhere, na província de Gedo, perto da fronteira com o Quênia. O coronel Abdulahi Sheik Fara-Tag foi nomeado o comandante das forças governistas que defendiam a cidade de ataques. 

## Envolvimento dos Estados Unidos
Os interesses estadunidenses na Somália remontam ao financiamento e apoio militar ao regime de Siad Barre na década de 1970. Após as intervenções da ONU na década de 1990, os Estados Unidos evitaram principalmente o envolvimento na nação.
Oficialmente, o interesse dos Estados Unidos na região do Chifre da África compreendia os desejos de estabilidade e paz na Somália, incluindo o apoio ao estabelecimento de uma nova governança sob o Governo Federal de Transição, a aprovação da resolução do Conselho de Segurança da ONU para implantar uma força de paz liderada por africanos conhecida como IGASOM, entrega de ajuda humanitária, bem como alertas contra a propagação de grupos extremistas e terroristas na região, incluindo a al-Qaeda.
Como parte da Operação Liberdade Duradoura, a Força Tarefa Conjunta Combinada - Chifre da África foi estabelecida em Djibouti. Serve para monitorar e verificar a propagação do terrorismo, bem como lidar com a pirataria. Também realizou missões humanitárias na região, mas não possuía mandato para o conflito na Somália. Os Estados Unidos negaram quaisquer operações militares diretas na Somália ou no vizinho Quênia,  e declararam que não ter intenção de enviar tropas para a Somália.
Em relação ao conflito na Somália, houve alegações, tanto por parte da União dos Tribunais Islâmicos como nos círculos ocidentais, de apoio estadunidense à intervenção etíope. As evidências de favoritismo no conflito citadas por Jonathan S. Landay e Shashank Bengali dos McClatchy Newspapers  incluem:

- O patrocínio estadunidense de uma resolução do Conselho de Segurança da ONU de 6 de dezembro que autorizou, apesar da oposição islamista, o envio de uma força de manutenção da paz africana, mas omitiu a exigência de retirada de cerca de 8.000 soldados etíopes.
- Uma visita do general do exército John Abizaid, chefe do Comando Central dos Estados Unidos, a Addis Abeba, na Etiópia, no mês anterior para conversas com o primeiro-ministro Meles Zenawi. 
- A falha do governo Bush em insistir publicamente na retirada da Etiópia ou em participar diretamente nos esforços para negociar um cessar-fogo e um acordo de divisão de poder entre o governo de transição e os tribunais islâmicos. 

O artigo de McClatchy continuou citando que os políticos dos Estados Unidos desempenharam um papel na política estadunidense em torno do conflito. O ex-líder da maioria na Câmara dos Representantes do Partido Republicano, Dick Armey, fez lobby pela Etiópia e trabalhou para bloquear a votação de um projeto de lei bipartidário (HR 5680) intitulado "Lei de Promoção da Liberdade, Democracia e Direitos Humanos da Etiópia de 2006" para cortar a ajuda de segurança estadunidense à Etiópia caso não conseguisse deter a repressão política. O governo Bush também se opôs ao projeto de lei. 
A oposição dos Estados Unidos à formação de uma Somália islamista levou a CIA a fazer pagamentos secretos para ajudar os senhores da guerra somalis no início de 2006, organizados sob o nome de Aliança para a Restauração da Paz e Contra o Terrorismo (ARPCT). Entre maio e junho de 2006, ocorreu a Segunda Batalha de Mogadíscio entre o ARPCT e a UTI. O resultado foi a derrota das forças da ARPCT de Mogadíscio e a ascensão militante da UTI. 
Em 7 de junho de 2006, o The New York Times declarou que o apoio dos Estados Unidos aos senhores da guerra na Aliança para a Restauração da Paz e Contra-Terrorismo (ARPCT) era uma política fracassada.  Um relatório da Reuters citou que o tiro saiu pela culatra e desestabilizou a nação. 

## Intervenção etíope e derrocada da União dos Tribunais Islâmicos
Em 20 de dezembro, fortes combates eclodiram. em torno da capital do Governo Federal de Transição, Baidoa. Treze caminhões repletos de reforços etíopes teriam sido encaminhados para o local. No entanto, os líderes de ambos os grupos mantinham uma opção aberta para negociações de paz mediadas pela UE.
Em 22 de dezembro, quase vinte tanques etíopes foram vistos indo em direção à linha de frente. De acordo com fontes governamentais, a Etiópia possuía vinte tanques T-55 e quatro helicópteros de ataque em Baidoa. Era incerto se esses tanques estavam participando da batalha.
Em 23 de dezembro, tanques etíopes e outros reforços chegaram a Daynuunay, 30 quilômetros a leste de Baidoa; levando as forças da União dos Tribunais Islâmicos a jurar guerra total, apesar de um compromisso com uma paz mediada pela UE. Os combates intensos continuaram em Iidale e Dinsoor.
Em 24 de dezembro, a Etiópia admitiu que suas tropas estavam lutando contra os islamistas, depois de declarar no início da semana que enviou apenas várias centenas de conselheiros militares a Baidoa. Pesados combates eclodiram nas áreas fronteiriças, com ataques aéreos e bombardeios. Uma testemunha ocular disse que tropas etíopes bombardearam a cidade de Beledweyne, controlada pela União dos Tribunais Islâmicos. De acordo com o Ministro da Informação da Etiópia, Berhan Hailu: "O governo etíope tomou medidas de autodefesa e começou a contra-atacar as forças extremistas agressivas dos tribunais islâmicos e grupos terroristas estrangeiros."
Em 25 de dezembro, as forças etíopes e somalis capturaram Beledweyne, com as forças da União dos Tribunais Islâmicos fugindo de Beledweyne ao mesmo tempo que caças etíopes bombardeavam dois aeroportos. Intensos combates também ocorreram em Burhakaba. 
No dia 26 de dezembro, a União dos Tribunais Islâmicos estava recuando em todas as frentes, perdendo grande parte do território conquistado nos meses que antecederam a intervenção etíope. Os islamistas também teriam recuado para Daynuunay e Mogadíscio.
Em 27 de dezembro, as forças governamentais somalis e da Etiópia rumaram para a capital da Somália, Mogadíscio, após capturar a estratégica cidade de Jowhar, a 90 km da capital. A União dos Tribunais Islâmicos controlava pouco mais do que a costa. Os líderes islamistas evacuaram muitas cidades sem lutar. Além disso, os dois principais comandantes da União dos Tribunais Islâmicos, o chefe da Defesa Yusuf Indade e seu adjunto Abu Mansur estavam ausentes na peregrinação do Hajj, em Meca. 
Após a queda de Mogadíscio para as forças etíopes e do governo em 28 de dezembro, os combates continuaram no vale do rio Juba, para onde a União dos Tribunais Islâmicos recuou, estabelecendo um novo quartel-general na cidade de Kismayo. Intensos combates ocorreram em 31 de dezembro na Batalha de Jilib e as linhas de frente da União dos Tribunais Islâmicos desabaram durante a noite pelo fogo de artilharia, fazendo com que os islamistas mais uma vez se retirassem, abandonando Kismayo sem lutar e recuando em direção à fronteira com o Quênia. 